# Premier Division de la Liga de Irlanda 2017
La Premier Division de la Liga de Irlanda 2017 fue la 97.ª temporada de la Premier Division. La temporada comenzó el 24 de febrero y finalizó el 27 de octubre. El Cork City conquistó el tercer título de liga de su historia.

## Sistema de competición
Los 12 equipos participantes jugaron entre sí todos contra todos dos veces totalizando 33 partidos cada uno. Al término de la jornada 33, el primer clasificado obtuvo un cupo para la primera ronda de la Liga de Campeones 2018-19, mientras que el segundo y tercer clasificado obtuvieron un cupo para la primera ronda de la Liga Europa de la UEFA 2018-19. Por otro lado, los tres últimos clasificados descendieron a la Primera División 2018, debido a una reforma aprobada a finales de 2016 que reduce la categoría a diez equipos.
Un tercer cupo para la primera ronda de la Liga Europa de la UEFA 2018-19 fue asignado al campeón de la Copa de Irlanda.

## Información
Los 12 equipos participantes juegan entre sí todos contra todos dos veces totalizando 33 partidos cada uno.
Limerick fue el campeón de la Primera División 2016 y el Drogheda United, ganadores de la promoción/play-off de relegación respectivamente, fueron promovidos a esta liga, ambos ascendieron luego de haber pasado tan solo un año en la segunda categoría.
El 22 de diciembre de 2016, la Asociación de Fútbol de Irlanda anunció que la liga sería reestructurada para pasar a tener 10 equipos. Esto significó la cancelación de la eliminatoria de relegación, siendo tres los equipos que desciendan, con solo el campeón de la Primera División con la posibilidad de ascender.

## Equipos participantes

### Ascensos y descensos
Un total de 12 equipos disputan la liga: los 10 primeros clasificados de la Premier Division de la Liga de Irlanda 2016, el campeón de la Primera División de Irlanda 2016 y el vencedor de la promoción en el Play-off de relegación.
| Pos.  | Descendidos a Primera División 2016 |
| ----- | ----------------------------------- |
| Prom. | Wexford Youths                      |
| 12.º  | Longford Town                       |

| Pos.  | Ascendidos de Primera División 2016 |
| ----- | ----------------------------------- |
| 1.º   | Limerick                            |
| Prom. | Drogheda United                     |

### Datos de los equipos
| Club                  | Ciudad       | Estadio           | Capacidad |
| --------------------- | ------------ | ----------------- | --------- |
| Bohemian              | Dublín       | Dalymount Park    | 7.000     |
| Bray Wanderers        | Bray         | Carlisle Grounds  | 6.250     |
| Cork City             | Cork         | Turners Cross     | 7.600     |
| Derry City            | Derry (I.N.) | Brandywell        | 7.500     |
| Drogheda United       | Drogheda     | United Park       | 2.000     |
| Dundalk               | Dundalk      | Oriel Park        | 5.500     |
| Finn Harps            | Ballybofey   | Finn Park         | 6.000     |
| Galway United         | Galway       | Eamonn Deacy Park | 5.000     |
| Limerick              | Garryowen    | Markets Field     | 5.000     |
| St Patrick's Athletic | Dublín       | Richmond Park     | 5.340     |
| Shamrock Rovers       | Dublín       | Tallaght Stadium  | 8.600     |
| Sligo Rovers          | Sligo        | The Showgrounds   | .5500     |

## Tabla de posiciones
| Pos. | Equipo                | Pts. | PJ | G  | E  | P  | GF | GC | Dif. | Clasificación 2018-19                 |
| ---- | --------------------- | ---- | -- | -- | -- | -- | -- | -- | ---- | ------------------------------------- |
| 1    | Cork City (C)         | 76   | 33 | 24 | 4  | 5  | 67 | 23 | +44  | Primera ronda de la Liga de Campeones |
| 2    | Dundalk               | 69   | 33 | 22 | 3  | 8  | 72 | 24 | +48  | Primera ronda de la Liga Europa       |
| 3    | Shamrock Rovers       | 54   | 33 | 17 | 3  | 13 | 49 | 41 | +8   | Primera ronda de la Liga Europa       |
| 4    | Derry City            | 51   | 33 | 14 | 9  | 10 | 49 | 40 | +9   | Primera ronda de la Liga Europa       |
| 5    | Bohemians             | 47   | 33 | 14 | 5  | 14 | 36 | 40 | −4   |                                       |
| 6    | Bray Wanderers        | 46   | 33 | 13 | 7  | 13 | 55 | 52 | +3   |                                       |
| 7    | Limerick              | 40   | 33 | 10 | 10 | 13 | 41 | 51 | −10  |                                       |
| 8    | St Patrick's Athletic | 39   | 33 | 9  | 12 | 12 | 45 | 52 | −7   |                                       |
| 9    | Sligo Rovers          | 39   | 33 | 8  | 15 | 10 | 33 | 44 | −11  |                                       |
| 10   | Galway United         | 35   | 33 | 7  | 14 | 12 | 45 | 50 | −5   | Descenso de categoría                 |
| 11   | Finn Harps            | 30   | 33 | 9  | 3  | 21 | 35 | 67 | −32  | Descenso de categoría                 |
| 12   | Drogheda United       | 22   | 33 | 5  | 7  | 21 | 22 | 65 | −43  | Descenso de categoría                 |

Actualizado a los partidos jugados el 27 de octubre de 2017.
 Fuente: Sitio oficial

## Resultados
En la siguiente se muestran dos tablas, la primera muestra los resultados de la primera temporada, de partidos de ida y vuelta. La segunda muestra los resultados de la segunda temporada, de partidos solo de ida. Cada equipo jugó tres partidos con el mismo rival.
| Local \ Visitante     | BOH | BRW | COR | DER | DRO | DUN | FIN | GAL | LIM | STP | SHM | SLI |
| --------------------- | --- | --- | --- | --- | --- | --- | --- | --- | --- | --- | --- | --- |
| Bohemians             | —   | 3–2 | 0–2 | 1–4 | 0–0 | 0–1 | 2–0 | 1–1 | 1–2 | 0–4 | 0–2 | 2–0 |
| Bray Wanderers        | 1–2 | —   | 0–2 | 3–2 | 2–1 | 0–3 | 5–3 | 1–0 | 0–1 | 1–1 | 4–2 | 2–2 |
| Cork City             | 0–1 | 2–1 | —   | 3–0 | 5–0 | 2–1 | 5–0 | 4–0 | 4–1 | 1–0 | 4–1 | 2–1 |
| Derry City            | 2–0 | 2–3 | 1–2 | —   | 4–0 | 3–1 | 0–2 | 2–1 | 1–1 | 2–2 | 3–1 | 4–0 |
| Drogheda United       | 0–1 | 0–0 | 1–4 | 0–0 | —   | 0–6 | 0–2 | 2–2 | 0–2 | 2–0 | 2–1 | 1–1 |
| Dundalk               | 2–0 | 1–3 | 0–3 | 0–0 | 3–1 | —   | 4–0 | 2–0 | 1–0 | 3–0 | 2–1 | 4–0 |
| Finn Harps            | 2–1 | 0–3 | 0–1 | 0–2 | 0–2 | 0–2 | —   | 1–1 | 3–2 | 3–1 | 0–1 | 2–1 |
| Galway United         | 1–2 | 1–2 | 1–1 | 0–0 | 0–1 | 2–1 | 2–1 | —   | 3–1 | 1–1 | 1–2 | 1–1 |
| Limerick              | 0–1 | 5–3 | 0–3 | 1–1 | 3–0 | 0–3 | 1–1 | 1–1 | —   | 2–2 | 0–2 | 5–1 |
| St Patrick's Athletic | 1–3 | 1–2 | 0–3 | 2–1 | 2–0 | 0–2 | 1–2 | 1–1 | 0–2 | —   | 2–1 | 1–1 |
| Shamrock Rovers       | 2–1 | 2–0 | 1–2 | 0–1 | 4–1 | 2–1 | 3–2 | 2–0 | 1–1 | 1–1 | —   | 1–0 |
| Sligo Rovers          | 2–0 | 3–2 | 1–2 | 1–1 | 1–1 | 0–4 | 0–0 | 1–1 | 3–0 | 1–1 | 1–0 | —   |

| Local \ Visitante     | BOH | BRW | COR | DER | DRO | DUN | FIN | GAL | LIM | STP | SHM | SLI |
| --------------------- | --- | --- | --- | --- | --- | --- | --- | --- | --- | --- | --- | --- |
| Bohemians             | —   | 0–1 | 0–0 | 0–1 | —   | —   | 3–1 | 1–1 | —   | 3–2 | —   | —   |
| Bray Wanderers        | —   | —   | —   | —   | 2–1 | —   | 2–3 | 3–3 | 1–1 | —   | 1–0 | —   |
| Cork City             | —   | 1–0 | —   | 0–0 | —   | 1–1 | —   | 2–1 | —   | —   | —   | 0–1 |
| Derry City            | —   | 0–5 | —   | —   | 2–1 | 0–4 | 3–0 | —   | 3–0 | 1–1 | —   | —   |
| Drogheda United       | 1–4 | —   | 0–1 | —   | —   | —   | —   | —   | —   | 0–1 | 0–2 | 0–0 |
| Dundalk               | 0–1 | 1–0 | —   | —   | 3–0 | —   | —   | —   | 3–0 | 6–0 | 0–1 | —   |
| Finn Harps            | —   | —   | 0–1 | —   | 2–3 | 0–2 | —   | 1–3 | —   | —   | —   | 1–2 |
| Galway United         | —   | —   | —   | 2–1 | 4–1 | 3–4 | —   | —   | —   | 1–1 | 1–2 | 3–1 |
| Limerick              | 1–0 | —   | 2–1 | —   | 1–0 | —   | 0–2 | 2–2 | —   | —   | —   | 0–0 |
| St Patrick's Athletic | —   | 3–1 | 4–2 | —   | —   | —   | 4–0 | —   | 2–2 | —   | 2–0 | —   |
| Shamrock Rovers       | 1–2 | —   | 3–1 | 0–2 | —   | —   | 4–1 | —   | 2–1 | —   | —   | 1–1 |
| Sligo Rovers          | 1–0 | 0–0 | —   | 3–0 | —   | 1–1 | —   | —   | —   | 1–1 | —   | —   |

## Tabla de goleadores
Datos actualizados al 27 de octubre de 2017 y según la página oficial de la competición.
| Rank | Jugador          | Club            | Goles |
| ---- | ---------------- | --------------- | ----- |
| 1    | Sean Maguire     | Cork City       | 20    |
| 2    | David McMillan   | Dundalk         | 16    |
| 3    | Dinny Corcoran   | Bohemians       | 15    |
| 3    | Gary McCabe      | Bray Wanderers  | 15    |
| 5    | Rodrigo Tosi     | Limerick City   | 14    |
| 6    | Ronan Murray     | Galway United   | 13    |
| 7    | Aaron Greene     | Bray Wanderers  | 12    |
| 8    | Gary Shaw        | Shamrock Rovers | 11    |
| 9    | Patrick McEleney | Dundalk         | 10    |
| 9    | Barry McNamee    | Derry City      | 10    |